# Two Door Cinema Club
Two Door Cinema Club (també escrit "2 Door Cinema Club" o "TDCC") és un grup d'electropop i indie rock d'Irlanda del Nord format l'any 2007.

## Membres
- Alex Trimble (veu principal, guitarra elèctrica, sintetitzadors, beats).
- Kevin Baird (baix, veu).
- Sam Halliday (guitarra elèctrica, veu).

## Història
Two Door Cinema Club va començar quan l'Alex i el Sam es van conèixer als scouts, però posteriorment van perdre el contacte. Més tard, es tornaren a trobar a l'escola i van conèixar a en Kevin per una amiga que tenien en comú. El grup es donà a conèixer per MySpace. Firmaren pel segell independent de Paris Kitsuné i al febrer de 2010 van publicar el seu primer disc, Tourist History, barrejat per Elliot James i Philippe Zdar.
Han aparegut a la llista de sons de l'any 2010 de la BBC, i tocaren en diversos festivals d'aquest any (Primavera de Bourges, Rock en Seine, Oxegen 2011…).
Van actuar a Espanya al festival de Murcia SOS 4.8 a l'edició del 2011 i un any més tard van tornar motiu del dia de la música a Madrid, durant els dies 22 i 23 de Juny i com a cap de cartell a l'Arenal Sound Festival durant els dies 2, 3, 4 i 5 d'agost, que se celebrà a la platja de l'arenal a Borriana on van compartir cartell amb altres grups internacionals com Kaiser Chiefs i grups nacionals com Lori Meyers.
A mitjans de Juny la banda anuncià el seu nou àlbum anomenat Beacon que es publicà el 3 de setembre de 2012 on el primer senzill s'anomenà Sleep Alone.

## Discografia

### Àlbums d'estudi
- 2010: Tourist History
- 2012: Beacon

### EPs
- Four Words To Stand On
- Changing Of The Seasons

### Senzills
| Any  | Títol                     | Millor posició en llistes | Millor posició en llistes | Millor posició en llistes | Millor posició en llistes | Àlbum           |
| Any  | Títol                     | UK                        | CAN Alt                   | IRL                       | US Alt.                   | Àlbum           |
| ---- | ------------------------- | ------------------------- | ------------------------- | ------------------------- | ------------------------- | --------------- |
| 2009 | "Something Good Can Work" | 56                        | —                         | 18                        | —                         | Tourist History |
| 2009 | "I Can Talk"              | 139                       | —                         | —                         | —                         | Tourist History |
| 2010 | "Undercover Martyn"       | 79                        | —                         | 49                        | —                         | Tourist History |
| 2010 | "Come Back Home"          | —                         | —                         | —                         | —                         | Tourist History |
| 2011 | "What You Know"           | 64                        | 16                        | —                         | 22                        | Tourist History |
| 2012 | "Sleep Alone"             | 79                        | 18                        | —                         | 19                        | Beacon          |
| 2012 | "Sun"                     | 66                        | —                         | 59                        | —                         | Beacon          |
| 2013 | "Next Year"               | —                         | —                         | —                         | —                         | Beacon          |
| 2013 | "Changing Of The Seasons" | 33                        |                           |                           | 45                        |                 |

### Remix i versions
- 2009: Phoenix – "Lasso" (Two Door Cinema Club Remix) [V2 Records]
- 2009: Chew Lips – "Salt Air" (Two Door Cinema Club Dui Remix) [Kitsuné Music]

- 2010: Young the Giant – "My Body" (Two Door Cinema Club Remix) [Roadrunner]
- 2011: Kowalski – "Outdoors" (Two Door Cinema Club Remix) [ Everybody's Stalking Records]
- 2011: Lady Gaga – "Electric Chapel" (Two Door Cinema Club Remix) [Interscope Records]
- 2011: Lady Gaga – "Poker Face" (versió per Two Door Cinema Club)
- 2011: The Strokes – "Last Nite" (versió junt a Tokyo Police Club)

## Curiositats
- Cançons de Two Door Cinema Club que apareixen en videojocs:
  - "I Can Talk" a FIFA 11 de EA Sports
  - "I Can Talk"" aNBA 2K11 de 2K Sports
  - "Undercover Martyn" a Gran Turismo 5 de Sony Computer Entertainment
  - "Undercover Martyn" a l'aplicació Kinect me de Xbox